# Live Phish Volume 18
Live Phish Volume 18 è un album dal vivo dei Phish, pubblicato il 20 maggio 2003 (insieme ai Volumi 17, 19 e 20 della serie Live Phish) dalla Elektra Records.  Il disco riporta per intero il concerto tenuto la sera del 7 maggio 1994 alla Bomb Factory di Dallas. L'esibizione venne divisa in 2 successive uscite (o "set") e terminò con due bis. Questo concerto è noto come Tweezerfest poiché i Phish inserirono in quasi tutti i pezzi alcuni passaggi del loro brano Tweezer (originariamente contenuto nel disco A Picture of Nectar). Alcune cover eseguite quella sera vennero decise al momento dell'esecuzione e completamente improvvisate: l'esibizione del brano Purple Rain di Prince, ad esempio, ebbe luogo perché il batterista Jon Fishman ne stava canticchiando alcuni passaggi in attesa di iniziare il brano successivo in scaletta.
Il Disco 3 si conclude con 3 tracce Bonus, registrate durante il concerto del 22 novembre 1994 all'auditorium dell'Università del Missouri.

## Tracce

### Disco 1
Primo set:
1. Llama
2. Horn
3. The Divided Sky
4. Mound
5. Fast Enough for You
6. Scent of a Mule
7. Split Open and Melt
8. If I Could
9. Suzy Greenberg

### Disco 2
Secondo set:
1. Loving Cup"
2. Sparkle
3. Tweezer
4. Sparks
5. Makisupa Policeman
6. Tweezer
7. Walk Away
8. Tweezer
9. Cannonball
10. Purple Rain
11. Dallas Jam
12. Tweezer Reprise

### Disco 3
Eseguiti come bis:
1. Amazing Grace
2. Sample in a Jar

Tracce Bonus (eseguite il 22 novembre 1994 al Jesse Auditorium dell'Università del Missouri):
1. Funky Bitch
2. Columbia Jam
3. Jerusalem, Jerusalem (Yerushala Im Shel Zehav)